# Sadzawki (Przyjmy k. Poręby)
Sadzawki – kolonia wsi Przyjmy k. Poręby w Polsce, położona w województwie mazowieckim, w powiecie ostrowskim, w gminie Ostrów Mazowiecka.
W latach 1975–1998 kolonia administracyjnie należała do województwa ostrołęckiego.